# Башкирка (приток Большого Кинеля)
Башкирка — река в России, протекает в Асекеевском районе Оренбургской области. Левый приток Большого Кинеля.
Длина реки составляет 16 км, площадь водосборного бассейна 71,1 км². Исток реки находится у западной окраины посёлка Юдинка. В верховьях течёт через посёлок на восток, затем поворачивает на северо-восток, в устьевой части течёт на север. Устье реки находится у восточной окраины посёлка Чкаловский, в 319 км по левому берегу Большого Кинеля.
Сток реки зарегулирован. На берегах также расположены село Новокульшарипово и посёлок Сосновка.

## Данные водного реестра
По данным государственного водного реестра России относится к Нижневолжскому бассейновому округу, водохозяйственный участок реки — Большой Кинель от истока и до устья, без реки Кутулук от истока до Кутулукского гидроузла. Речной бассейн реки — Волга от верхнего Куйбышевского водохранилища до впадения в Каспий.
Код объекта в государственном водном реестре — 11010000812112100007824.